# Гора (Калинковичский район)
Гора (бел. Гара) — деревня в Озаричском сельсовете Калинковичского района Гомельской области Белоруссии.

## География

### Расположение
В 44 км на северо-запад от Калинкович, 22 км от железнодорожной станции Холодники (на линии Жлобин — Калинковичи), 160 км от Гомеля.

### Гидрография
На реке Виша (приток реки Ипа).

## Транспортная сеть
Транспортные связи по просёлочной, затем автомобильной дороге Калинковичи — Бобруйск. Планировка состоит из короткой улицы, близкой к широтной ориентации, к которой на востоке присоединяетсяпереулок. Застроена неплотно деревянными крестьянскими усадьбами.

## История
По письменным источникам известна с XIX века как хутор Мозырского уезда Минской губернии. В 1929 году организован колхоз. Во время Великой Отечественной войны 8 жителей погибли на фронте. Согласно переписи 1959 года в составе совхоза «Березнянский» (центр — деревня Крюковичи).
До 12 ноября 2013 года входила в Крюковичский сельсовет. После упразднения сельсовета присоединена к Озаричскому сельсовету.

## Население
- 1908 год — 18 дворов, 170 жителей.
- 1925 год — 43 двора.
- 1959 год — 87 жителей (согласно переписи).
- 2004 год — 14 хозяйств, 21 житель.